# OSx86
OSx86 (portmanteau nazw systemu operacyjnego OS X i architektury x86) – projekt, którego celem jest umożliwienie uruchomienia systemu operacyjnego OS X na komputerach osobistych wyposażonych w procesory firmy Intel lub AMD, niewyprodukowanych przez firmę Apple.
Komputery, na których udaje się zainstalować system, nazywane są Hackintoshami, od nazwy oryginalnego komputera firmy Apple Macintosh, i angielskiego słowa hack.
Projekt OSx86 zaczął się rozwijać w związku z ogłoszeniem przez firmę Apple w 2005 r. odejścia od architektury PowerPC i przejścia na procesory Intel.

## Rys historyczny projektu OSx86 (hackintosh)
Początkowe próby zakończone sukcesem odbywały się na wczesnych wersjach beta systemu operacyjnego Mac OS X, które wyciekły do internetu i były modyfikowane w celu uruchomienia na komputerach innych niż firmy Apple. Zbiegło się to w czasie kiedy wydana została publiczna aktualizacja do systemu Mac OS X – Tiger (w wersji 10.4.4, udostępniona 10 stycznia 2006), która miała zaimplementowaną obsługę procesorów Intel dla komputerów iMac i MacBook Pro. Należy zaznaczyć, że komputery firmy Apple używają Extensible Firmware Interface (EFI) firmware zamiast przestarzałego BIOS-u, który znaleźć można we większości płyt głównych stosowanych w komputerach PC. Programistom udało się "emulować" EFI i uruchomić komputery PC z systemem Mac OS X, nawet pomimo że nie mają one implementacji EFI, jak urządzenia firmy Apple. EFI jest interfejsem pomiędzy systemem operacyjnym a firmware płyty głównej, który został opracowywany jako następca BIOS-u. Obecnie producenci płyt głównych zaczynają odchodzić od stosowania Bios-u na rzecz właśnie EFI, który ma więcej zalet i nie posiada ograniczeń, takich które posiada przestarzały Bios. Jako bootloader tzn. program rozruchowy systemu Mac OS X stosowane są rozwiązania oparte na Clover lub Chameleon. W początkowych latach rozwoju projektu OSx86 popularne było wydawanie i stosowanie tzn. dystrybucji OSx86, czyli zmodyfikowanych obrazów płyt systemu Mac OS X (z wbudowanymi sterownikami – kextami do różnego rodzaju sprzętu), które można było uruchomić na PC. Obecnie nie używa się tego typu metod instalacji opartych na dystrybucjach OSx86, zaś stosuje się rozwiązania typu retail (inaczej vanilla), które używają pendrive USB i niezmodyfikowanych oryginalnych kerneli oraz sterowniki kexty systemu operacyjnego, który jest uruchamiany za pomocą bootloadera Clover lub Chamelon. W projekt hackintosh zaangażowane są osoby, które chcą uruchamiać system Mac OS X na komputerach PC. Wytworzono narzędzia i opracowano metody prostej instalacji takiego systemu. Możliwe jest również instalowanie systemu OS X na tzw. maszynach wirtualnych. Rozwój projektu OSx86 zaowocował tym również, że możliwe było uruchomienie systemu Mac OS X na procesorach AMD (modyfikacją jądra kernela systemu operacyjnego, a także innych jego plików). Należy zaznaczyć, że używane komponenty, części komputera PC, takie jak np. karty graficzne, płyty główne, procesor, karta dźwiękowa, sieciowa, wi-fi itp. aby działy prawidłowo z systemem OS X powinny być z nim kompatybilne, wspierać jego obsługę i posiadać "sterowniki" (tzn. kexty). Od wersji OS X Mavericks 10.9 i kolejnych firma Apple zdecydowała się rozpowszechniać system OS X niekomercyjnie, możliwe jest więc jego darmowe pobranie z systemu dystrybucji Mac App Store.